# 纳瓦雷斯登梅迪奥
纳瓦雷斯登梅迪奥，是西班牙卡斯蒂利亚-莱昂塞戈维亚省的一个市镇。 总面积25平方公里，总人口184人（2001年），人口密度7人/平方公里。